# Alicuit
L'alicuit ou alycot, en langue gasconne, est le ragoût typique du Gers qui était préparé dans les fermes, après les travaux des champs.

## Origine et étymologie
Ce mets est spécifique de la cuisine rurale gersoise, car il permettait aux paysans d’accommoder les bas morceaux, de volailles ou de canards gras. En langue gasconne, sa dénomination alas et cot (par contraction "alicot") correspond au français « ailes et cous ». Ce ragoût permettait d'utiliser des « morceaux autres que les magrets et les cuisses quand on faisait le canard gras ».

## Préparation
Ce mets est passé dans la cuisine des restaurants où un alicuit se prépare avec les abattis, les manchons, les cous, les ailerons et les gésiers. Ceux-ci sont cuisinés dans un bouillon relevé avec du vin blanc, des olives et des carottes.

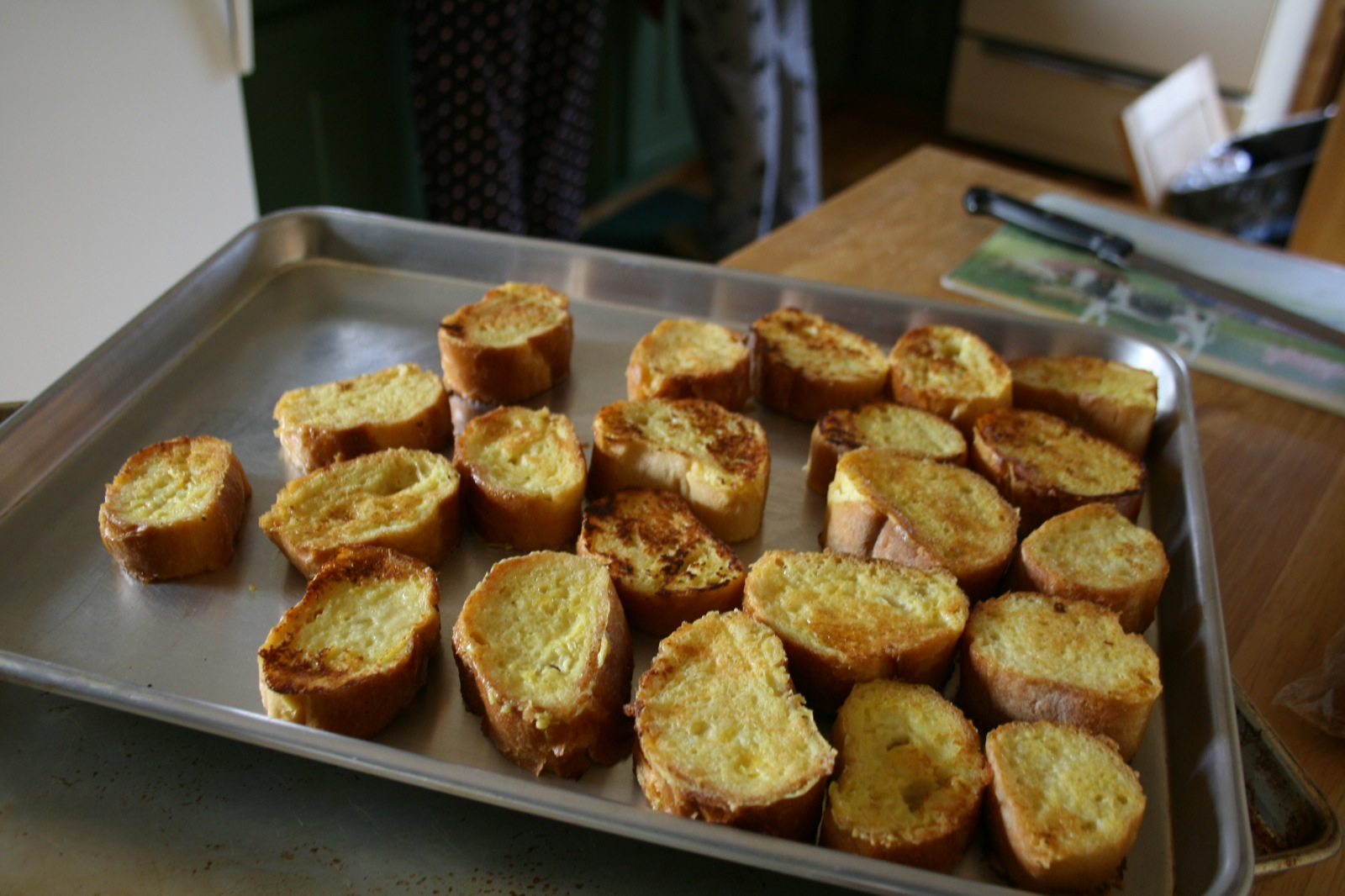
Pan tintat, ou aillé, pour accompagner l'alicuit.

Les carottes, les oignons, les gousses d'ail sont mis à revenir avec les tomates dans de la graisse d'oie ou de canard. Puis les abattis sont mis en cocotte pendant une quinzaine de minutes, avant que les foies de volaille soient rajoutés et écrasés à l'aide d'une fourchette. Les légumes et la viande sont ensuite liés avec de la farine, puis mouillés avec le bouillon et le vin blanc. Le tout est mis à mijoter deux heures. Ce mets s'accompagne de tartines de pain grillées et frottées d'ail, le pan tintat.